# 16046 Gregnorman
A 16046 Gregnorman (ideiglenes jelöléssel 1999 JK) a Naprendszer kisbolygóövében található aszteroida. John Broughton fedezte fel 1999. május 5-én.